# Джафаров, Джамал Али-Абасович
Джама́л Али́-Аба́сович Джафа́ров (род. 25 февраля 2002, Россия) — азербайджанский и российский футболист, полузащитник клуба «Кяпяз» и молодёжной сборной Азербайджана.

## Карьера
Играл в молодёжных командах «Анжи» и «Сабаха».

### «Сабах»
В июле 2020 года стал игроком второй команды «Сабаха». Летом 2021 года стал игроком основной команды. Дебютировал в Премьер-лиге Азербайджана в августе 2021 года в матче против клуба «Сумгаит». В Кубке Азербайджана сыграл в матче с «Нефтчи».

### «Кяпяз»
Перешёл в аренду из «Сабаха» в «Кяпяз» на сезоны 2023/2024 и 2024/2025.

## Карьера в сборной
Играл за сборные Азербайджана до 17 и до 21 года.